# William Thorburn (1780–1851)
William Thorburn, född 12 september 1780 i Leith, Skottland, död 9 februari 1851 i Uddevalla, var en skotsk-svensk affärsman. Han var far till  William Thorburn.  
William Thorburn var son till grosshandlaren William Thorburn och Robina Scott. Han gick i skola i Skottland, varefter han var medhjälpare i faderns ansedda importfirma i Leith. Under en affärsresa till Sverige passerade han herrgården Kasen vid Uddevalla och blev förtjust över gårdens vackra läge. Han köpte gården för "en tunna guld" (omkring 16.000 riksdaler specie). 1823 flyttade han med sin familj till Sverige och bosatte sig på Kasen. Kort efter ankomsten till Sverige startade han i Uddevalla en affärsrörelse som rönte betydande framgång. Thurburn, som av sin äldste son skildras som "spekulativ, men ej beräknande" affärsman, började med att skeppa ut linfrö, enbär och från 1845 framför allt havre. Thorburn uppges ha varit den förste, som i stora partier exporterade havre från Sverige. Firman genomgick särskilt på 1830-talet en märklig utveckling och omfattade under Thorburns sista år bland annat export av bjälkar, spiror, plank, havre, linfrö, bönor, råg, korn, lingon och träaska. Dessutom drev Thorburn en ansenlig rederirörelse och ett skeppsvarv. Thorburn hade ett livligt bildningsintresse och ägde ett stort bibliotek.